# آصفة قريشي
د. آصفة بنو قريشي  (المعروف أيضًا باسم آصفة قريشي-لاندس) (مواليد 17 يوليو 1967) مُعلِّمة وعالمة قانونية أمريكية. وهي أستاذة في القانون في جامعة ويسكونسن ماديسون، حيث تُدرّس الشريعة الإسلامية والقانون الدستوري الأمريكي. عملت كاتبة قانون في المحاكم الفيدرالية بالولايات المتحدة. تتناول منشوراتها الحديثة قضايا الدستورية الإسلامية، في سياق فصل السلطة القانونية وكذلك منهجيات التفسير النصي.
قريشي هي عضو مؤسس في مجلس إدارة الجمعية الوطنية للمحامين المسلمين (NAML)، والمنظمة الشقيقة «المناصرون المسلمون»، ومقرها سان فرانسيسكو، والمسلمون الأمريكيون العازمون على التعلم والنشاط (أميلا). وهي أيضًا عضوة في رابطة النساء المسلمات، وشغلت منصب رئيسة وعضو مجلس إدارة رابطة النساء المسلمات.
حصلت قريشي على زمالة غوغنهايم عام 2012.

## التعليم
حصلت على درجة البكالوريوس في الآداب من جامعة كاليفورنيا - بركلي عام 1988 ودرجة الدكتوراة في القانون من كلية الحقوق بجامعة كاليفورنيا ديفيس عام 1992. حصلت أيضًا على درجة الماجستير في القانون من كلية الحقوق بجامعة كولومبيا في عام 1998 ودرجة الدكتوراه في العلوم القانونية من كلية الحقوق بجامعة هارفارد في عام 2006.

## مهنة قانونية
من عام 1993 إلى عام 1994، عملت كاتبة قانونية لدى قاضي المقاطعة إدوارد دين برايس من المحكمة الجزئية للولايات المتحدة للمنطقة الشرقية من كاليفورنيا، ومن 1994 إلى 1997، عملت كاتبة قانون عقوبة الإعدام في الدائرة التاسعة للولايات المتحدة. محكمة استئناف الولايات.

## مهنة التدريس
انضمت إلى هيئة التدريس في كلية الحقوق بجامعة ويسكونسن عام 2004.  من 2004 إلى 2012، عملت أستاذًا مساعدًا في القانون. من عام 2012 إلى عام 2017، كانت أستاذة مشاركة في القانون. منذ عام 2017، عملت كأستاذة قانون بدوام كامل.

## منشورات مختارة
- «بلا مذابح: مقدمة لقانون الأسرة الإسلامي» (No Altars: An Introduction to Islamic Family Law) في حقوق المرأة وقانون الأسرة الإسلامي: منظور حول الإصلاح. لين ولشمان وعبد الله النعيم. (كتب زيد، 1996).
- «شرفها: نقد إسلامي لقوانين الاغتصاب في باكستان من منظور مراعي للمرأة» (Her Honor: An Islamic Critique of the Rape Laws of Pakistan from a Woman-Sensitive Perspective)، 18 ميشيغان. J. Int'l L. 287 (1997).